# Високочистий кристал
Високочистий кристал (рос. высокочистый кристалл, англ. high-purity crystal, нім. hochrein Kristall m) — кристал, фізичні властивості якого визначаються самим кристалом, і не залежать від домішок та структурних дефектів, які він містить. Фізичні властивості високочистого кристалу можуть суттєво відрізнятись від фізичних властивостей звичайних кристалів тієї ж речовини. Характер впливу домішок і дефектів на фізичні властивості залежить від типу домішки або дефекту. Наприклад, домішки проникнення в металах та дислокації визначають механічні міцність та плинність кристалу. Домішки металів більш суттєво впливають на питомий електричний опір та інші кінетичні властивості кристалу.

## Загальна характеристика
Сьогодні не існує єдиної міжнародної класифікації кристалів за ступенем їхньої чистоти. У багатьох випадках чистоту кристала характеризують за сумарним вмістом домішок, що контролюються. Найбільшим ступенем чистоти і структурної досконалості відзначаються монокристали напівпровідникових кремнію і германію, які вирощуються за методом зонного витоплення. Сумарний вміст домішок в них становить 10−5–10−7 ат. %, вміст окремих домішок не перевищує 10−9–10−11 ат. %. Природні мінерали зазвичай не є високочистими кристалами. Проте деякі з них, насамперед високоякісні кристали алмазу та деяких інших дорогоцінних каменів наближаються до них за своїми властивостями.
При штучному одержанні високочистих кристалів використовують багатостадійні технології, у яких застосовуються хімічні, фізико-хімічні та фізичні методи очистки. При цьому на кожній стадії процесу видаляють переважно окремі групи домішок. Найбільш широко застосовуються такі методи рафінування як вакуумна дистиляція, перегонка, вакуумно-дугове витоплення, електронно-променеве витоплення, кристалізаційне очищення. Для контролю вмісту домішок у кристалах використовують методи мас-спектрометричного, нейтронно-активаційного, рентгеноспектрального, хімічного аналізу та інші. Високочисті кристали є важливими матеріалами сучасних електроніки, оптики, приладобудування, атомної та інших нових галузей техніки.